# Dhow (náutica)

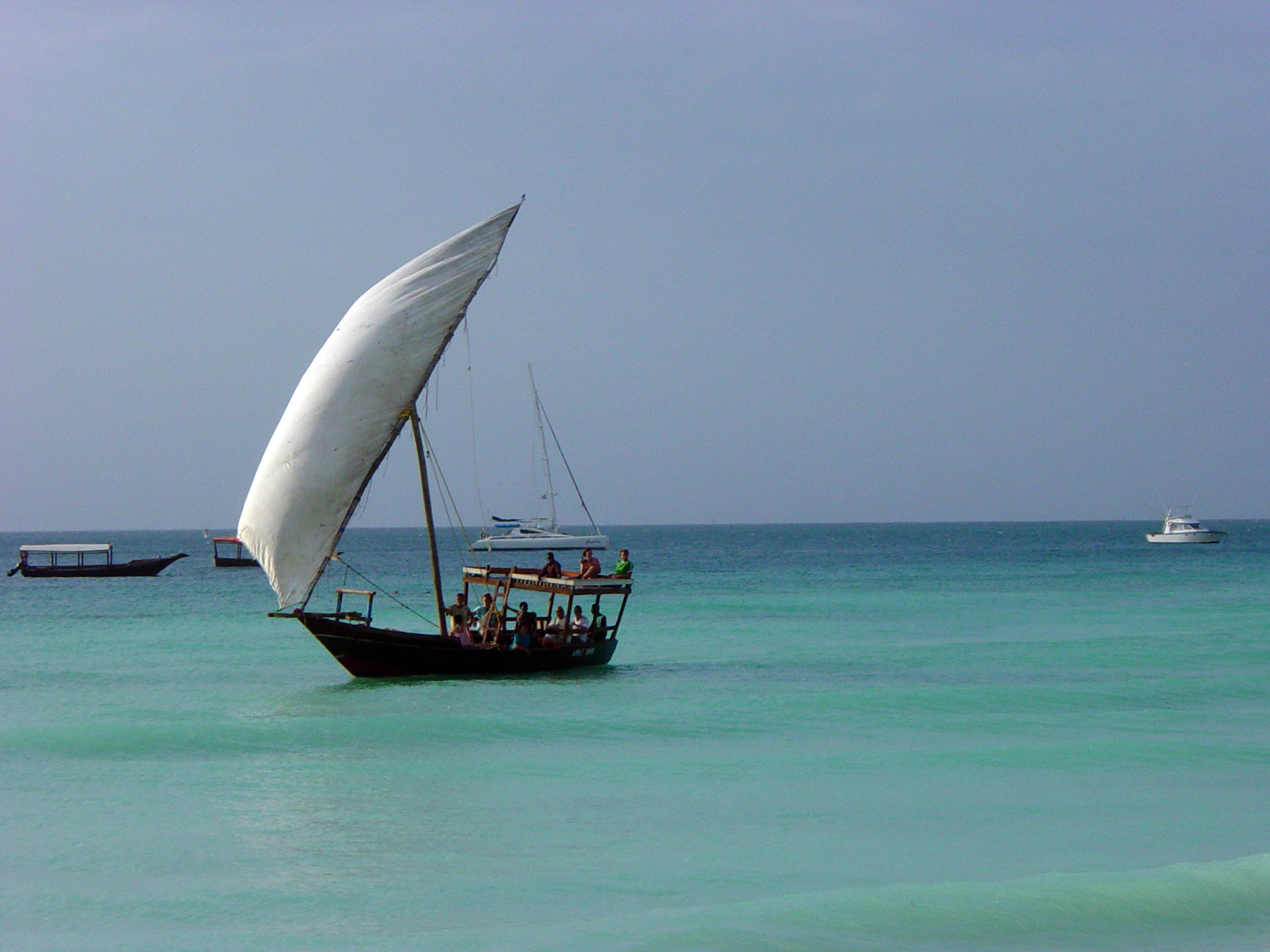
Dhow navegando cerca de Dar es-Salam

El dhow (en árabe, داو dau) es una embarcación de vela de origen árabe caracterizada por su velamen triangular y bajo calado, siendo lo más común que cuenten con un solo mástil, aunque pueden llevar dos o tres.
El aspecto más revolucionario del dhow en la historia naval fue su velamen triangular, el cual le permitía navegar sin remos independientemente de la dirección del viento, a diferencia de las embarcaciones con velas rectangulares existentes hasta entonces, que precisaban contar con viento en popa para prescindir de los remeros.
No se sabe con precisión cuando aparecieron, sin embargo todo parece indicar que su aparición está ligada a la del islam; de hecho, por sus cualidades marineras y su bajo costo de construcción, fue el instrumento que permitió a los árabes propagar su nueva fe por casi toda la cuenca del océano Índico, desde el Norte de Mozambique hasta Indonesia, pasando por Pakistán, partes de la India, Birmania, Tailandia, Malasia e incluso el sur de las Filipinas, especialmente Mindanao.
El dhow se utilizó principalmente como buque de carga, siendo esta de tipos muy variados, desde grano y pescado hasta esclavos y minerales.
A diferencia de las naciones occidentales, que competían constantemente por contar con buques más capaces, los pueblos musulmanes mantuvieron al dhow sin cambios sustantivos, tanto que hasta la fecha los dhows siguen manteniendo las mismas características que los dhows de los siglos VII y VIII excepto que en la actualidad se les llega a dotar de un motor auxiliar. 
Es muy probable que el dhow haya sido tomado como referencia para la construcción de las galeras venecianas y de las carabelas, que, en años posteriores y en combinación con las técnicas navales ya existentes en Europa desde épocas romanas, fueron dando lugar a embarcaciones con velámenes mixtos (triangulares, rectangulares y trapezoidales) que, a la postre, darían a las naciones occidentales el dominio de los mares por las capacidades y prestaciones de sus embarcaciones.
- Datos: Q171799
- Multimedia: Dhows / Q171799